# 30-й окремий лінійно-вузловий полк зв'язку (Україна)
30 окремий Криворізький орденів Богдана Хмельницького, Червоної Зірки та Захисту Вітчизни Румунської Народної Республіки лінійно-вузловий полк зв'язку (30 ОЛВПЗ, в/ч А0870) — розформований полк зв'язку Сухопутних військ Збройних Сил України, що дислокувався у Чернігові. Полк забезпечував зв’язок Командування Сухопутних військ ЗС України. На момент розформування полк входив до складу Територіального управління «Північ».

## Історія
27 липня 1941 року в м. Ніжині на базі 192-го окремого батальйону зв'язку під командуванням капітана Теплова почалось формування полку зв'язку.
1 серпня 1941 року командиром полку було призначено полковника Ткаченка Івана Леонтійовича.
3 серпня 1941 року було остаточно завершено формування 30-го окремого полку зв’язку в районі міста Черкаси, неподалік села Деньги. До складу полку частково ввійшли 12 окремий батальйон зв'язку 12-ї танкової дивізії, 34 окремий батальйон зв'язку 34-ї танкової дивізії та 544-й окремий батальйон зв'язку 15-го механізованого корпусу.
На початковому етапі існування забезпечував зв’язок штабу щойноствореної 38-ї армії, яка входила до складу Південно-Західного фронту. У другій половині серпня полк під ударами противника відступає в глибину Лівобережжя Дніпра.
8 серпня 1942 року полк в повному складі прибув в м. Сталінгад, де брав участь в його обороні. Згодом він увійшов до складу 1-ї Гвардійської армії. За мужність і героїзм, проявлені при виконанні бойових завдань, більшість військовослужбовців полку була нагороджена орденами та медалями.
31 січня 1944 року частині було вручено бойовий Червоний Прапор, яким були відзначені успіхи особового складу у боях з німецько-фашистськими загарбниками. Згідно з наказом Верховного головнокомандувача 26 лютого за визволення міста Кривий Ріг полку присвоєно почесне найменування «Криворізький». За участь у Яссько-Кишинівський операції полк було нагороджено орденом Червоної Зірки.
11 грудня 1944 року штаб полку разом з підрозділами передислокувався з міста Србобран в місто Печ.
Загалом полк взяв участь у визволенні Болгарії, Югославії, Румунії, Угорщини. За визволення міста Відень полк був нагороджений орденом Богдана Хмельницького ІІ ступеня, а 564 воїна-зв’язківця стали кавалерами орденів та медалей.
У післявоєнні роки місцем дислокації частини стала Румунська Народна Республіка. А в серпні 1958 року на підставі рішення уряду СРСР  полк передислоковано з міста Констанце до міста Чернігова.
14 листопада 1958 року рішенням Президента Великих Національних Зборів Румунії за інтернаціональну допомогу, надану румунському народу, 30-й окремий Криворізький полк зв’язку був нагороджений орденом Захисту Вітчизни ІІІ ступеня.
Після Другої світової війни полк брав участь у багатьох навчаннях і успішно справлявся із завданнями по забезпеченню постійного зв’язку в різних умовах. Воїни частини залучались до проведення бойових дій в Афганістані, ліквідації наслідків аварії на Чорнобильській АЕС,  у миротворчих місіях в Ліберії, Сьєрра-Леоне, Югославії, Лівані та Іраку.
Під час навчань «Реакція-2005», «Артерія-2007» та «Рішуча дія-2008» полк забезував якісний зв'язок для вищого командування.
За підсумками 2008 року полк зайняв почесне друге місце серед частин Сухопутних військ ЗС України.
Відповідно до директиви міністра оборони Дмитра Саламатіна в 2012 року полк було розформовано.

## Командири
- полковник Величко Володимир Михайлович[5][6]
- (1999—2009) полковник Нікулін Костянтин Олексійович[7]
- полковник Черня Ігор[8]